# فرانشيسكو بتراركا

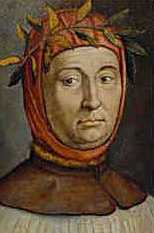
فرانشيسكو بتراركا

فرانشيسكو بتراركا أو بترارك (20 يوليو/ تموز 1304 - 19 يوليو/ تموز 1374) كان باحثاً إيطالياً وشاعراً وأحد أوائل الإنسانيين في عصر النهضة. يسمى بترارك أحياناً كثيرة «أب الإنسانية». في القرن السادس عشر، أسس بيترو بمبو نموذجاً للغة الإيطالية الحديثة على أساس أعمال بترارك وجيوفاني بوكاتشو وخاصة دانتي أليغييري. أيد خطوته لاحقاً أكاديميا ديلا كروسكا. أثارت سوناتاته الإعجاب في أوروبا وجرى تقليدها على نطاق واسع خلال عصر النهضة وأصبحت نموذجاً للشعر الغنائي. وسميت بالسونيته الإيطالية أو البتراركية، حيث قام بترارك بتطوير هذا الجنس الأدبي في عمله ديوان الشعر الغنائي، الذي بدأه عام 1336. وتنقسم السونيته البتراركية إلى قسمين: الأول من ثمانية أبيات، حيث تطرح المشكلة والسؤال؛ والثاني من ستة أبيات، حيث يتضمن حلول المشكلة أو الأجوبة على السؤال المطروح من خلال ما يسمى بالدور بالوزن الأحد عشري وضمن نظام محدد من القوافي. كما عرف بترارك أيضاً بكونه من أوائل من استخدموا تسمية العصور المظلمة. بتراك جاء قبل الحركة الإنسية لذالك فهو ليس إنسانيا لكنه يتميز بالعديد من صفات الإنسيين لذالك يلقب من البعض بأب الإنسانية، ويكتب بترارك جميع كتبه النثرية باللغة اللاتينية بينما يكتب قصائده الشعرية بالعامية الإيطالية.

## النشأة والتكوين
ولد فرانشيكو بتراركا في 20 يوليو 1304 في أريتسو، كانت والدته تدعي إيلتا كانيجاني ووالده يدعى سير بتراركو وكان كلاهما من فلورنسا. كان سير بتراركو يعمل ك كاتب العدل الأصلي في أنشيزا وكان ينتمي إلى فصيلة الغويلفيين البيض وكان أيضًا صديقًا لدانتي أليجييري. تم نفي السير بتراركو من فلورانسا عام 1302 بسبب وصول شارل كونت فالوا الذي دخل إلى مدينة توسكانا ظاهريًا كصانع للسلام بينما في حقيقة الأمر دخل إلى هناك لدعم الغويلفيين السود ضد الغويلفيين البيض بناءً على رغبة البابابونيفاس الثامن.
أصدر كانتى جابريللي دا غوبيو رئيس بلدية فلورانسا حكمًا في 10 مارس 1302 كان قد نفى فيه كل الغويلفيين البيض بما فيهم أيضًا سير بتراركو وبالإضافة إلى إهانة المنفى تم الحكم عليه أيضًا ببتر يده اليمنى.
بعد ولادة فرانشيسكو ولد لسير بتراركو ابنًا غير شرعي يدعى جوفاني –لن يتحدث عنه بتراركا أبدًا في كتباته- والذي سيصبح قسًا سلالة مونتا اوليفاتو وسيموت في عام 1384 ثم ولد بعد ذلك الأخ الحبيب جيراردو في عام 1307 والذي سيصبح راهب كارثوزيان في المستقبل.

## الطفولة المتنقلة واللقاء مع دانتي أليجيري
قضى الشاب فرانشيسكو طفولته في أماكن متعددة في توسكانا بسبب نفي والده؛ ففي البداية عاش في أريتسو (إلى حيث لجأت أسرته في البداية)ثم في أنشيزا وبيزا (حيث كان والده يتنقل بينهما لأسباب سياسية واقتصادية).
وفي هذه المدينة كان الأب – الذي ما كان قد فقد الأمل في عودته مجددًا إلى الوطن- قد انضم إلى الغويلفيين البيض والغيبيلينيين في عام 1311 لكي يستقبل الإمبراطور هنري السابع. وحسب ما أكده بتراركا نفسه في عمله «رسائل حميمية الجزء الحادي والعشرين في الشطر السابع» والذي كان موجهًا إلى صديقه جيوفاني بوكاتشيو وكان بتراركا يقص بها أن في هذه المدينة التقى بصديق والده دانتى في لقاء عابر وفريد.

## بين فرنسا وإيطاليا (1312-1326)

### الإقامة في كاربينترا
وانتقلت العائلة بالفعل في عام 1312 إلى كاربينترا بالقرب من مدينة أفينيون بفرنسا حث تولى سير بتراركو هناك مناصب بالكنيسة الأبوية بفضل وساطة من الكاردينال نقولو دابراتو. وفي أثناء ذلك درس الصغير فرانشيسكو في كاربينترا بتوجيه الأديب كونفينيفل دابراتو وهو صديق والده وسيذكره بتراركا بنبرات ودية في عمله «خطابات الشيخوخة السادس عشر (1)». تعرف بتراركا في مدرسة كونفينيفل التي درس بها من عام 1312 إلى عام 1316 على أحد أعز أصدقائه وهو جويدي السابع كبير الأساقفة في جنوة منذ عام 1358 وقد أرسل له بتراركا عمله الأدبي«خطابات الشيخوخة العاشر (2)».

#### دراسة الحقوق في مونبيليه وبولونيا
كانت الحياة هادئة في كاربينترا واستمرت كذلك حتى عام خريف عام 1316 عندما قامت أسرة كل من فرانشيسكو والأخ جيراردو والصديق جويدي السابع بإرسالهم إلى مونبيليه في مدينة لكندوك روسيون والتي عرفت أيضًا بأنها مكان ملئ بالسلام والسعادة وعلى الرغم من ذلك وبالإضافة إلى الضيق والسأم من دراسة الحقوق إلا أن الحزن أشاد إقامته بمونبيليه بسبب وقوع حدث الوفاة الأول من عدة الوفيات التي كان على بتراركا أن يواجهها فيأثناء حياته وهو موت والدته إليتا ذات الثماني والثلاثين عامًا فقط في عام 1318 أو عام 1319.
ألف الابن – الذي لايزال في عمر المراهقة – عملًا باللاتينية يسمى ((breve pangerycum defuncte matris وبعد ذلك تم إعادة صياغته في عمله (Epistole metriche) الجزئين الأول والسابع الذي قد أبرز فيه بتراركا قيم والدته المتوفاة واختصرها في الكلمة اللاتينية (electa).
بعد وفاة الأم بفترة قليلة قرر الأب تغيير محل دراسة ولديه فأرسلهما في عام 1320 إلى مدينة بولونيا الرفيعة المستوى، وكانا بصبحة جويدي السابع أيضًا في هذه المرة وبصبحة معلم يتابع حياة الولدين اليومية. كان بتراركا يعاني دائمًا خلال هذه السنوات من دراسة القانون فاتصل بالحلقات الأدبية في بولونيا وأصبح طالبًا وصديقًا لعالميّ اللاتينية جوفاني ديل فرجيليو وبارتولينو بينينكازا وألقى بذلك بذور دراساته الأدبية الأولى بدأ شغفه بالكتب الأمر الذي رافقه طوال حياته.
لم تكن السنوات التي عاشها في بولونيا هادئة على عكس تلك التي عاشها في بروفنس: ففي عام 1321 اندلعت أعمال شغب عنيفة داخل جامعة بولونيا بعد قطع رأس طالب الأمر الذي دفع فرانشيسكو وجيراردو وجويدي إلى العودة إلى أفينيون بصورة مؤقتة.
عادة الثلاثة مرة أخرى إلى بولونيا لاستكمال دراستهم منذ عام 1322 إلى عام 1325 وهو العام الذي عاد فيه بتراركا مجددًا إلى أفينيون من أجل «اقتراض مبلغ كبير من المال» أي مائتي ليرة من عملة بولونيا والذي أنفقه لدى بائع كتب من بولونيا يدعى بونفيليولو زامبيكاري.

## الفترة التي عاشها في أفينيون (1326-1341)

### موت الأب والعمل لدى أسرة كولونا
توفى السير بتراركو في عام 1326 مما سمح لبتراركا أن يترك كلية الحقوق في بولونيا نهائيًا وأن يكرس نفسه لدراسة الكلاسيكيات التي كان الدائم الشغف بها. ولكي يكرس وقته كاملاً لهذه الدراسة كان يجب عليه أن يجد مصدرًا للدخل يسمح له بالحصول على مكسب مربح؛ فانضم أولًا منذ عام 1330 إلى جاكومو كولونا رئيس أساقفة كنيسة لومبيز ثم غلأى أخيه الكاردينال جوفاني وقد سمح انضمامه واعتباره فردًا من الأسرة ووجوده بين الشخصيات ذات القوة والتأثير في البلاد الرومانية بالحصول على ليست الثقة التي كان في حاجة إليها ليبدأ دراسته فحسب بل سمح له أيضًا بتوسيع معرفته الثقافية والسياسية الأوروبية بين الأعيان.
في الواقع وباعتباره ممثل لمصالح عائلة كولونا، قام بتراركا بعمل رحلة كاملة بين فصلي الخريف والصيف لعام 1333 في أوروبا الشمالية، وقد دفعته إلى تلك الرحلة رغبة ملحة وحيوية للمعرفة الإنسانية والثقافية وكانت تلك السمة تميز حياته المضطربة بصورة كاملة، وقد ضمت تلك الرحلة المدن التالية: باريس وغنت ولييج وآخن وكولونيا وليون.
كان لصيف وربيع عام 1330 أهمية كبرى حيث التقى بتراركا في مدينة لوميز بانجلوتوسيتي وبالموسيقي والمغني الفلانكي لودفينغ فان كيمين الذي اهدى بتراركا إيام مجموعة «رسائل حميمية».
بعد فترة وجيزة من انضمامه إلى القس جيوفاني، تولى بتراركا الأوامر المقدسة حتى تصبح مصرحة بهدف الحصول على فوائد تتعلق بالكيان الكنسي الذي تولى مهمته رسميًا. على الرغم من شأنه الديني (ويقال ان أرنتينو أصبح قس منذ عام 1330) فبتراركا له أطفال من نساء غير معروفات، من بين هؤلاء الأطفال الذين ستظهر أهميتهم في حياة الشاعى القادمة جيوفاني الذي ولد عام 1337 وفرانشيسكا التي ولدت عام 1343.

#### اللقاء مع لورا
حسب ما أكده العمل الأدبي «سري الخاص» قابل بتراركا لورا لأول مرة في كنيسة سانت كيارا في أفينيون في 6 أبريل عام 1327 (وكان ذلك يوافق يوم جمعة الآلآم ذاك العام) التي ستصبح حب حياته وستخلد في العمل الأدبي«ديوان الشعر الغنائي».
أثارت شخصية لورا آراء مختلفة ومتعددة من جانب نقاد الأدب حيث حددها البعض بأنها لورا دي نوفيس المتزوجة من دي سادي (التي توفيت عام 1348 بسبب مرض الطاعون مثل لورا التي تحدث عنها بتراركا) بينما اتجه آخرون إلى أنه اسم مستعار والذي اختبأ خلفه شكل نبات الغار الشعري (هو بنات مرتبط باسم مؤنث عن طريق لعبة صرفية) وهو طموح عالي للأديب بتراركا.
اللقاء مع جوفاني بوكاتشو والأصدقاء الفلورنسيون (1350):
بعد ذلك في عام 1350 قرر بتراركا أن يذهب ليكسب غفران أنو جويلياري، وفي أثناء الرحلة وتعاطفًا مع طلبات معجبيه من فلورنسا قرر بتراركا أن يلتقي بهم طوال رحلته إلى روما. كان اللقاء ذو أهمية رئيسة ليس فقط لبتراركا بل أيضًا لمن سيصبح محاوره خلال السنوات العشرين الأخيرة من حياة بتراركا وهو الفلورنسي جوفاني بوكاتشو الذي بقيادته بدأ يحدث تحول بطئ ومتقدم للعقلية الإنسانية بسبب تعاونه الدائم مع معلمه المبجل في مشروعات شاملة (منها إعادة اكتشاف اليوناني القديم واكتشاف قوانين جديدة).

## الإقامة الأخيرة في بروفنس (1351- 1353)
أقام بتراركا من عام 1350 إلى عام 1351 بشكل دائم في بادوفا لدى فرانشيسكو الأول دا كارارا. بالإضافة إلى انجاز المشروعات الأدبية مثل «رسائل حميمية» والأعمال الروحية التي بدأ بتراركا في كتابتها قبل عام 1348 فقد تلقى هنا أيضًا زيارة من جوفاني بوكاتشو (في مارس 1351) وقد أصبح حينها سفيرًا رسميًا لمقاطعة فلورانسا لأنه قبل وظيفة تدريس في جامعة فلورنسا الجديدة.
بعد ذلك بفترة قصيرة كان بتراركا مضطرًا إلى العودة إلى أفينيون بعد لقاءه مع الكاردينال إيلي دي تاليراند والكاردينال جاي دي بولوني اللذان نقلا له رغبة البابا كليمنت السادس أنه كان ينوي أن يعهد إليه رتبة أمين بابوي. بالرغم من عرض البابا المغري إلا أن الازدراء القديم نحو أفينيون والاشتباكات مع بيئات المحكمة البابوية (أطباء البابا والنفور من البابا الجديد إينوسنت السادس بعد وفاة كليمنت) أقنعت بتراركا بتركها والذهاب إلى فولكوز حيث اتخذ قرارًا حاسمًا باستقراره في إيطاليا.

## في ميلان: شخصية المثقف الإنساني
بدأ بتراركا رحلته نحو وطنه إيطاليا في أبريل عام 1353 وقبل استضافة جوفاني فيسكوني رئيس الأساقفة وسيد المدينة الذي عرض عليه الإقامة في ميلان. بالرغم من انتقادات الأصدقاء الفلورنسيين (من بين تلك الانتقادات نذكر انتقاد بوكاتشو المستاء) الذين ألقوا اللوم عليه بأنه وضع نفسه في خدمة عدو فلورنسا اللدود إلا أن بتراركا تعاون مع البعثات والسفارات (في باريس والبندقية واللقاء مع الإمبراطور كارل الرابع في مانتوفا وبراغ) من أجل سياسة فيسكونتي المغامرة.
حول اختيار بتراركا لميلان مكانًا لإقامته وتفضيله لها على وطنه فلورنسا يجب أن نذكر روح بتراركا ذاته التي تالف كل موطن؛ فالآن بتراركا لا يشعر بالارتباط بوطنه الأصلي مثلما كان الحال في العصور الوسطى بسبب أنه كبر وهو يتنقل من بلدة لأخرى بعيدًا عن وطنه ولكنه يُقيّم (الدعوات المقدمة هناك) وفقًا لملائمة الحالة السياسية والاقتصادية.
في الواقع كان الحصول على الحماية من رجل قوي وثري مثل جوفاني فيسكونتي ثم (بعد وفاته في عام 1354) من جاليتسو الثاني بعد ذلك يعد هو أفضل شئ حيث استبشرا بوجود مفكر مشهور مثل بتراركا في المحكمة.
بالرغم من أن هذا الاختيار كان محل نزاع في نظر أصدقائه الفلورنسيين إلا أن العلاقات بين المعلم وتلاميذه بدأت تنصلح؛ فأولًا تم استئناف التواصل بالرسائل بين بتراركا وبوكاتشو وزيارة الأخير لميلان في عام 1359 في منزل بتراركا الذي يقع بالقرب من سانت أمبروجيو، كانت هذه هي الدلائل على عودة الوئام مجددًا فيما بينهم.
على الرغم من الواجبات الدبلوماسية في ميلان إلا أن بتراركا نضج وقد أنهى هذه المرحلة بالنضج الفكري والروحي الذي كان قد بدأه منذ أغوام قليلة منتقلًا من البحث المعرفي واللغوي إلى إنتاج أدب فلسفي يعتمد على عدم الرضا عن الثقافة المعاصرة من ناحية ويعتمد من ناحية أخرى على أهمية الإنتاج الذي يمكن أن يرشد الإنسانية نحو مبادئ أخلاقية ومعنوية تم تصفيتها من خلال الأفلاطونية الحديثة لأغسطينوس والرواقية التي تم دمجها مع المعتقدات المسيحية.
و مع هذه القناعات الداخلية استأنف بتراركا الأعمال التي بدأ كتابتها في زمن الطاعون مثل: «سري الخاص»، و«سكينة رجال الدين» وألف أعمال موجهة للأجيال القادمة والتي يركز فيها على صورة رجل خلوق ومبادئه في الحياة اليومية موجودة أيضًا (ونرى ذلك في «رسائل حميمة» كما نراه أيضًا في «شيوخ ذوي نية حسنة» منذ عام 1316)، وهناك مجموعات شعرية لاتينية مثل ((Epystolae Metraicae وأخرى عامية مثل: «انتصارات»، و«متفرقات مؤلفة بالعامية» ويعرف أيضًا ب«كتاب الأغاني».
لم يؤلف بتراركا في أثناء إقامته بميلان إلاعملًا جديدًا وهو حوار بعنوان (De remediis utriusque fortune) (أي سبل الانتصاف من الحظ الجيد والسيئ) والذي يعرض فيه مشكلات أخلاقية متعلقة بالمال والسياسة والعلاقات الاحتماعية وكل ماله علاقة بالحياة اليومية.

## الإقامة في البندقية (1362- 1367)
ترك بتراركا ميلان في عام 1361 لكي يبتعد عن مرض الطاعون وذهب إلى بادوفا، تلك المدينة التي هرب منها عام 1362 من أجل السبب نفسه. على الرغم من ترك بتراركا لميلان إلا أن علاقته بجالياتسو الثاني وفيسكونتي كانت لا تظل جيدة بشكل كبير حتى أنه قضى صيف عام 1369 في قلعة فيسكونتي في بافيا في أثناء المفاوضات الدبلوماسية.
ثم ذهب بتراركا إلى مدينة البندقية في عام 1362 وهي المدينة التي يوجد بها صديقه العزيز دوناتو ديلي ألبانزاني، وهي المدينة التي أهدته حكومتها قصر مولين كما هو يعرف حاليًا (والذي يطل على القناة الكبيرة) في مقابل وعد منه بالتبرع عند موته بمكتبته والتي كانت في ذلك الوقت بالتأكيد أكبر مكتبة خاصة في أوروبا؛ فيد أول دليل على مشروع «لمكتبة عامة».
وفي أثناء إقامته في مدينة البندقية والتي كانت بصحبة الأصدقاء المقربين لابنته فرانشيسكا (والتي كانت قد تزوجت في عام 1361 من شخص من ميلان يدعى فرانشيسكولو دا بروسانو) فقد قرر بتراركا أن يعهد إلى الكاتب جوفاني مالباجيني بكتابة عمليه «رسائل حميمية» و«كتاب الأغاني» بشكل منظم في نسخة جديدة.
اختل هدوء تلك الأعوام في عام 1367 بسبب هجوم أربع فلاسفة من تلاميذ ابن رشد بصورة عنيفة وخارقة على الثقافة والعمل وعلى شخصيته أيضًا وانهموه ب«الجهل».
كان هذا الحدث سببًا لكتابة معاهدة "De sui ipsuis et multorum ignorantia" والتي يدافع فيها بتراركا عن جهله في مجال أرسطو من أجل فلسفة أفلاطون الحديثة المسيحية، تركز هذه المعاهدة على مشكلات الطبيعة التي تواجه الإنسان حاليًا مقارنة بالماضي وتهدف إلى التحقيق في الطبيعة على أساس مبادئ الفيلسوف الستاجيري.
شعر بتراركا بالمرارة بسبب لامبالاة أهل البندقية قبالة تلك التهم الموجهة إليه لذلك قرر أن يترك بتراركا مدينة البحيرة كما قرر إلغاء التبرع بمكتبته إلى جمهورية البندقية.

## النهاية في بادوفا والموت (1367 – 1374)
تلقى بتراركا – بعدما قام بعدة رحلات قصيرة – من الصديق المعجب بأعماله فرانشيسكو الأول دا كارارا دعوة بالبقاء في بادوفا في ربيع عام 1368.
من الممكن رؤية منزل فرانشيسكو بتراركا الكنسي حتى الآن في طريق ديتروا دومو 26 /28 «خلف الدومو» في بادوفا، وقد تم تخصيص هذا المنزل إلى الشاعر عقب إهداء القس إياه.
وقد منحه سيد مدينة بادوفا في عام 1369 منزلًا يقع في أركوا وهي بلدة صغيرة تقع على تلال يوغاني وهي أيضًا تلك البلدة التي استطاع أن يعيش فيها. أما عن حالة المنزل فقد كانت سيئة إلى حد ما وكان يلزمه عدة أشهر قبل الانتقال نهائيًا إلى المنزل الجديد والذي انتقل إليه في النهاية في مارس 1370.
تناوبت حياة بتراركا المسن – الذي انضمت إليه أسرة ابنته فرانشيسكا منذ عام 1371- بشكل واضح بين الإقامة في منزله المحبب بأركوا والآخر القريب من كتدرائية بادوفا ودائمًا ما كان يسعد بزيارات أصدقائه القدامى والمعجبين بأعماله فضلًا عن هؤلاء الذين عرفهم مؤخرًا في مدينة البندقية من بينهم يُذكر " لومباردو ديلا سيتا" الذي حل منذ عام 1373 محل "جوفاني مالباجيني كاتب وسكرتير الشاعر.
و في تلك الأعوام لم يخرج بتراركا من بادوفا إلا مرة واحدة عندما ذهب إلى البندقية في أكتوبر عام 1373 باعتباره سفيرًا لمعاهدة سلام بين أهل البندقية وفرانشيسكو دا كارارا بينما كرس نفسه والوقت المتبقي له بعد ذلك لمراجعة أعماله وبصورة خاصة «كتاب الأغاني» وكان هذا هو العمل الذي يقوم به حتى أواخر أيامه في الحياة.
و كان قد أصيب بسكتة قلبية وفقد وعيه ومات في أركوا الليلة بين 18 و19 يوليو/تموز عام 1374 تحديدًا في عشية عيد ميلاده السبعين. ووفقًا للأسطورة توفى بينما كان يدرس نصَا لفيرجيل كما أشار في رسالته إلى بوكاتشو. وتم اختيار الأخ بونافينتورا بادوير بيراجا من كنيسة "ordine degli eremitani di sant'agostino" لإلقاء الوعظ في أثناء الجنازة التي تمت يوم 24 يوليو في كنيسة سانت ماريا أسونتا بحضور فرانشيسكو دا كارارا والعديد من الشخصيات العلمانية والقديسين.

## الأعمال

### قصائد شعرية باللاتينية

#### إفريقية
تم تأليفها في الفترة بين 1339 و1342 ثم بعد ذلك تم تعديلها وتنقيحها. إن إفريقية قصيدة ملحمية تتناول الحرب البونيقية الثانية التي قادها سكيبيو الإفريقي بوجه خاص.
لم يكتمل هذا العمل حيث إنه يتكون من تسعة كتب ومن المفترض أنه كان سيتكون من اثني عشر كتابًا وفقًا لنموذج الإنياذة لفيرجيليو.

#### Bucolicum Carmen
تم تأيف هذا العمل في الفترة بين 1346 و1358 ويتكون من اثنثي عشرة قصيدة رعوية تضم أيضًا موضوعات متنوعة بين الحب والسياسة والأخلاق.
و أيضًا في هذه الحالة يظهر النسب لفرجيليو من العنوان حيث يستدعي بقوة أسلوب وموضوعات bucoliche. وحاليًا تم ذكر العبرة من قصيدة bucolicum التي كتبها بتراركا في مخطوطة الفاتيكان لاتيني 3358.

##### Epistolae metricae
تم تأليف تلك الرسائل بين 1333 و1361 وكانت مهداه للصديق بارباتو دا سولمونا. كانت تتكون من 66 رسالة سداسية التفاعيل، بعض من تلك الرسائل تتعلق بالحب لكن أغلبها تتناول موضوعات السياسة والأخلاق والمواد الأدبية.

##### مشاهير الرجال
مشاهير الرجال هي مجموعة من 36 سيرة ذاتية لمشاهير الرجال مكتوبة في نثر لاتيني وتم تحرير هذا العمل وقد تم تحرير هذا العمل انطلاقًا من عام 1338 وتم إهداء هذا العمل إلى فرانشيسكو الأول دا كارارا سيد بادوفا في عام 1358.
كان القصد الأوليّ للكاتب أن يتناول العمل حياة شخصيات روما التاريخية بدأً من رومولوس وصولًا إلى تيتوس لكنه توقف فقط عند نيرون. ثم أضاف بتراركا بعد ذلك شخصيات من كل العصور بدأً من آدم وصولُا إلى هرقل.
لم يكتمل العمل وواصله صديق وتليمذ بتراركا من بادوفا لومباردو ديلا سيتا ووصل إلى حياة تراجان.

##### كتاب أشياء لا تنسى
يحتوي كتاب أشياء لا تنسى على مجموعة من الأمثلة التاريخية والقصصية النثرية المكتوبة باللاتينية بقصد التربية الأخلاقية ويستند ذلك إلى كتاب " Factroum et dictroum memoratilium libri" للكاتب اللاتيني فاليريو ماسيمو.
بدأ في كتابة هذه الأمثلة تقريبًا في عام 1343 في بروفنس واستمر حتى عام 1345 عندما اكتشف بتراركا وعظ شيشرون في فيرونا وكان قد بدأ مشروع عمله الأدبي «رسائل حميمية».
في الواقع لم يكمل الكاتب هذا العمل، كان قد كتب فقط أول أربعة كتب وبعض أجزاء من الكتاب الخامس.

##### سري الخاص
سري الخاص هو واحد من أشهر أعمال بتراركا وتم تأليفه بين 1347 و1353 وبالرغم من ذلك تمت إعادة النظر فيه بعد ذلك.
تم تنظيم الكتاب في ثلاثة كتب في صورة حوار خيالي بين الكاتب نفسه (والذي يدعي نفسه ببساطة فرانشيسكو) وسانت أوغسطين وذلك في حضور سيدة صامتة والتي تمثل الحقيقة. يعد عمل سري الخاص شكل من أشكال الفحص للضمير البشري الذي تتواجه فيه موضوعات الشاعر الحميمية والتي يعد من بينها عنوان هذا العمل.
و لكن طوال الأحداث لم يبدو فرانشيسكو نادمًا تمامًا على خطاياه (مثل الكسل ورغبته الجنسية مع لورا) وفي نهاية الفحص لم يتحسن ولم يشعر بالذنب وبالتالي ظهر شكل أرق الروح الذي كان يميز حياة بتراركا.

##### حياة الوحدة
هو عمل ذو طابع ديني وأخلاقي تمت صياغته في عام 1346 لكن تم إسهابه بعد ذلك في عامي 1353 و1366.
مجّد الكاتب الوحدة في هذا العمل، وكانت الوحدة هي إحدى الموضوعات المحببة حتى في زهد العصور الوسطى لكن لم يكن التأمل من وجهة نظر دينية صارمة لأن بسبب صرامة الحياة الرهبانية يناقض بتراركا عزلة المفكر الدؤوب الذي يكرس نفسه للقراءة وللكتابة في أماكن منعزلة وهادئة بصحبة الأصدقاء أو مفكرين آخرين.
تعد عزلة الباحث في إطار الطبيعة التي تعزز تركيزه هي الشكل الوحيد للوحدة التي نجح بتراركا في تحقيقها ولا يعتبرها متناقضة مع القيم الروحية المسيحية حتى أنه يعتقد أن الحكمة الموجودة في الكتب خاصة في النصوص الكلاسيكية كانت في وئام مع تلك القيم. ومن هذا المنطلق ظهر مصطلح «الإنسانية المسيحية» لبتراركا.

##### سكينة رجال الدين
تمت كتابة هذا العمل بين 1347 و1356. يعد سكينة رجال الدين تمجيدًا للحياة الرهبانية وتم إهداؤه إلى الأخ جيرارد. كما هو الحال في عمل «حياة الوحدة» يمجد هذا العمل أيضًا الوحدة خاصة الوحدة المقرونة بقواعد الرهبنة والتي تم وصفها بأنها أفضل حالة في الحياة على الإطلاق.

##### مزامير الاعتراف
تمت كتابة هذا العمل في عام 1347 وقد ذكره بتراركا في عمله «الشيخوخة 10 الجزء الأول» إلى ساجريمور دي بومير. هي مجموعة لسبع صلوات تستند إلى النموذج الأسلوبي واللغوي لمزامير داود في الكتاب المقدس. وفي هذا العمل يطلب بتراركا العفو والصفح عن خطاياه ويطمح إلى مغفرة من الرحمة الإلهية.

##### Invectiva contra cuiusdam anonimi Galli calumnia
هو عمل ذو طابع سياسي تم كتابته في عام 1373 . كان يحتوي على إهانة موجهة إلى الراهب وعالم اللاهوت جين دي هيسدين الذي يؤيد بقاء المقر البابوي في أفينيون وفي كل الإجابات كان بتراركا يؤيد ضرورة عودة البابا إلى روما في مقر الأبرشية والذي يعد رمزًا للمجد الروماني القديم.

## أنظر أيضًا
- السونيتات المقدسة

## روابط خارجية
- فرانشيسكو بتراركا على موقع الموسوعة البريطانية (الإنجليزية)
- فرانشيسكو بتراركا على موقع ميوزك برينز (الإنجليزية)
- فرانشيسكو بتراركا على موقع إن إن دي بي (الإنجليزية)
- فرانشيسكو بتراركا على موقع ديسكوغز (الإنجليزية)